# Cmentarz żydowski w Klwowie
Cmentarz żydowski w Klwowie – kirkut społeczności żydowskiej niegdyś zamieszkującej Klwów. Powstał w XVIII wieku. Znajduje się we wschodniej części miejscowości, w pobliżu drogi do Głuszyny. Został zniszczony podczas II wojny światowej. Nie zachowały się na nim nagrobki.